# Eijun Kiyokumo
Eijun Kiyokumo (n. 11 septembrie 1950) este un fost fotbalist japonez.

## Statistici
| Japonia | Japonia | Japonia |
| An      | Meciuri | Goluri  |
| ------- | ------- | ------- |
| 1974    | 1       | 0       |
| 1975    | 13      | 0       |
| 1976    | 9       | 0       |
| 1977    | 5       | 0       |
| 1978    | 0       | 0       |
| 1979    | 9       | 0       |
| 1980    | 5       | 0       |
| Total   | 42      | 0       |